# Kyung-sook Shin
Kyung-sook Shin (en hangul, 신경숙; en hanja, 申京淑) (nacida el 12 de enero de 1963) es una escritora de Corea del Sur. En 2012 ganó el Premio Literario Man Asian por su novela Por favor, cuida de mamá, siendo la primera vez que una coreana y una mujer gana este premio.

## Biografía
Kyung-sook Shin nació en un pueblo cerca de Jeongeup en la provincia de Jeolla del Norte en 1963. Era la cuarta de seis hijos. Sus padres eran campesinos pobres que no tenían los recursos económicos para mandarla a la escuela secundaria. A los 16 años se mudó a Seúl para vivir junto con su hermano mayor. Durante esta época trabajó en una fábrica de aparatos electrónicos mientras estudiaba en una escuela nocturna. En 1985 hizo su estreno literario con la novela corta Cuento de invierno, después de haberse graduado del Instituto de las Artes de Seúl. Kyung-sook Shin es, junto a Kim In-suk y Gong Ji-young, una de las escritoras más prominentes de la generación conocida como 386.

## Obra
Su obra más exitosa hasta el momento es la novela Por favor, cuida de mamá, la cual ha sido publicada en 19 países, entre ellos los EE. UU., China y varios países de Latinoamérica y Europa. En abril del 2011 la novela fue publicada en castellano (traducción realizada por Aurora Echevarría Pérez).

## Premios[6]
Ganó el Premio Munye Joongang de nuevos autores por su novela corta Cuento de invierno.
Ha ganado una gran variedad de premios literarios, incluido el Premio al Mejor Artista Actual del Ministerio de Cultura, Deporte y Turismo de Corea, el Premio Hankook Ilbo, el Premio Hyundae Munhak, el Premio Manhae, el Premio Dong-in, el Premio Yi Sang y el Premio Oh Young-su. En el año 2009, la traducción al francés de su obra La habitación solitaria (La Chambre Solitaire) fue una de las ganadoras del Prix de l'Inapercu, que reconoce las obras literarias de excelencia que no llegan al gran público.
- 21st Century Literature Award
- Premio de literatura contemporánea Hyundae Munhak(1995)
- Premio Manhae de literatura (1996)
- Premio Dong-in de literatura (1997)
- Premio Yi Sang de literatura (2001)
- Premio Oh Young-su de literatura (2006)
- Prix de l'Inaperu (2009)
- Premio de Cultura y Arte de la República de Corea (2011)
- Premio Man Asia de literatura (2012)
- Premio Marca de Respeto (2012)
- Premio Seoul Foreign Correspondents Club - Foreign Public Relations - Sección de literatura (2012)
- Premio Hoam de literatura (2013)

## Obras en español
- Por favor, cuida de mamá

## Obras en coreano (lista parcial)
Novelas
- Cuento de invierno (Gyeoul Uhwa 1990)
- Profunda tristeza (Gipeun seulpeum 1994)
- Una habitación solitaria (Oettanbang 1995)
- Hace tiempo, cuando dejé mi hogar. (Oraejeon jib-eul tteonal ttae 1996)
- El tren sale a las 7 (Gicha-neun 7si-e tteonane 1999)
- Violeta (Baiolet 2001)
- La historia de J (J iyagi 2002)
- Lee Jin (2007)
- Por favor, cuida de mamá (Eomma-reul butakhae 2009)
- Estaré ahí mismo (Eodiseonga na-reul chat-neun jeonhwabel-i ulli-go 2010)
- Mujer desconocidas (Moreu-neun yeoindeul 2011)
- Historias que quiero contarle a la luna (Dal-ege deullyeoju-go sip-eun iyagi 2013)

Relatos cortos
- Donde una vez estuvo el armonio (Punggeum-i isseotdeon jari 1993)
- Los comedores de patatas (Gamja meok-neun saramdeul 1997)
- Hasta que me convierta en río (Gangmul-i doel ttaekkaji 1998)
- Campo de fresas (Ttalgibat 2000)
- El sonido de las campanas (Jongsori 2003)

No ficción
- Bella sombra (Areumdaun geuneul 1995)
- Duerme, tristeza (2003)